# Sanada Daisuke

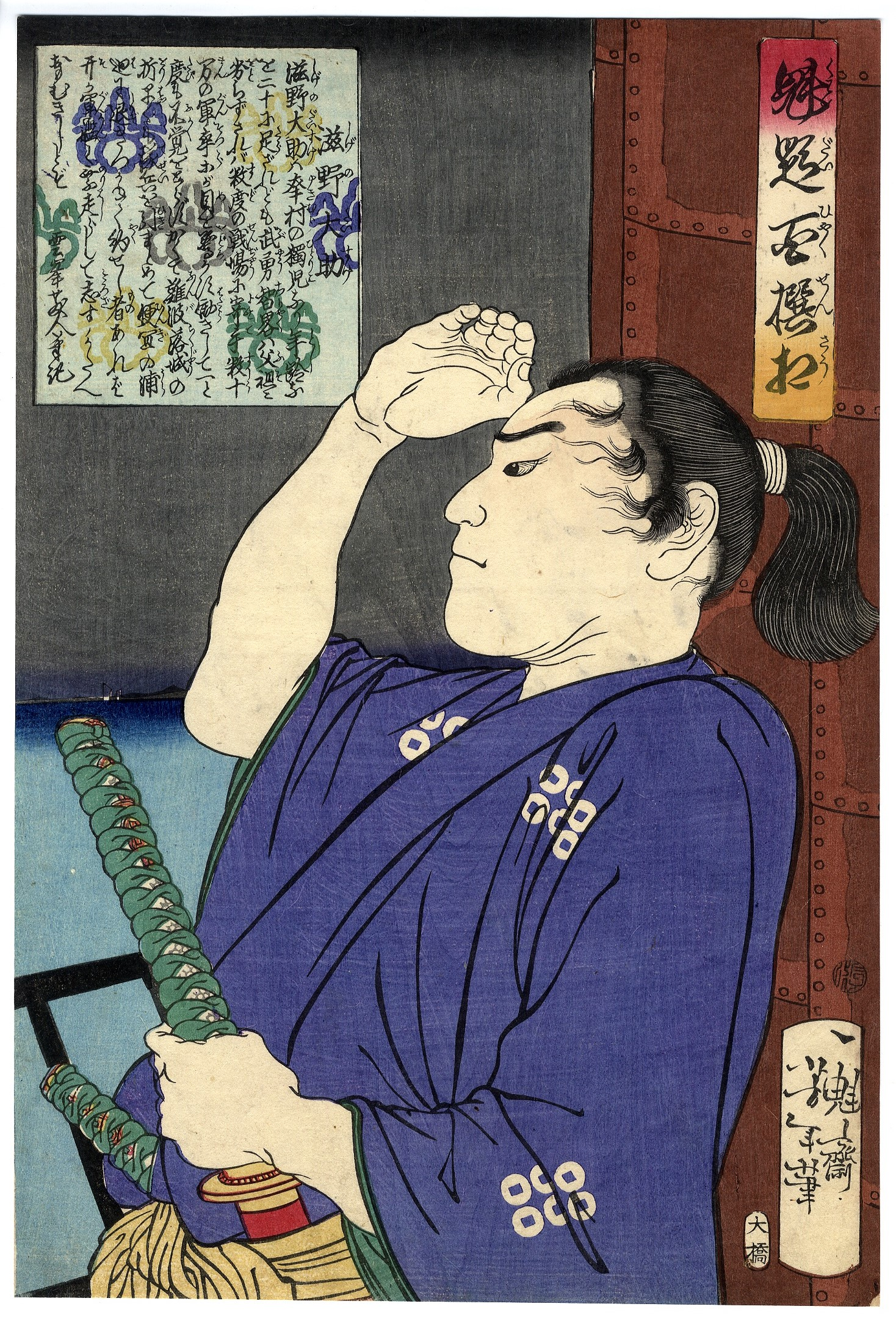
Retrato en xilografía de Sanada Daisuke

Sanada Daisuke (fallecido en 1615) fue un samurái japonés de finales del período Sengoku e inicios del periodo Edo de la historia de Japón.
Daisuke fue un hijo legítimo de Sanada Yukimura y peleó a su lado durante el Asedio de Osaka. Al final de la batalla de Tennōji, se replegó al castillo para pedirle a Toyotomi Hideyori que saliera, pero cuando éste se negó decidió permanecer con él y murió peleando.